# Aveni Miguel
Aveni Miguel (ur. 19 sierpnia 2002) – angolski lekkoatleta specjalizujący się w biegach sprinterskich.
Olimpijczyk z Tokio (2021). Udział w igrzyskach zakończył z dyskwalifikacją za falstart w biegu preeliminacyjnym na 100 metrów.

## Rezultaty
| Rok  | Impreza              | Miejsce | Konkurencja   | Pozycja       | Wynik |
| ---- | -------------------- | ------- | ------------- | ------------- | ----- |
| 2021 | Igrzyska olimpijskie | Tokio   | bieg na 100 m | preeliminacje | DQ    |

## Rekordy życiowe
- bieg na 100 metrów – 10,86 (1 maja 2021, Luanda)